# Yllymach
Yllymach (Russisch: Ыллымах) is een posjolok (dorp) in de gorodskoje poselenieje van Tommot binnen de oeloes Aldanski van de Russische autonome republiek Jakoetië. De plaats telde 472 inwoners bij de volkstelling van 2010.

## Geografie
Het dorp ligt aan de rechteroever van de rivier de Bolsjoj Yllymach (zijrivier van de Timpton, stroomgebied van de Lena). Yllymach ligt op 150 kilometer ten oosten van het oeloescentrum Aldan en 75 kilometer ten zuidzuidoosten van Tommot, waarmee het door een weg is verbonden.

## Geschiedenis
De plaats ontstond in 1942 bij de ontginning van de flogopietafzettingen van Emeldzjak. In de jaren erop werd deze dagbouwmijn steeds verder uitgebreid. In 1949 werden de mijnen Elkonka, Gorely en Timpton aangelegd en werden deze mijnen aangesloten op het wegen- en elektriciteitsnet. Dat jaar werd ook begonnen met de bouw van woonblokken en voorzieningen, zoals een school. Bij de aanleg van de mijn werden tot 1957 ook gevangenen ingezet. In 1970 kreeg de plaats een cultureel centrum. Toen de ertslagen nabij de rivier de Emeldzjak steeds minder opleverden, werd in 1971 het centrum van de mijnbouw vanuit Emeldzjak verplaatst naar Yllymach, waarop ook de meeste inwoners hiernaartoe verhuisden. In 1978 kreeg de plaats de status van nederzetting met stedelijk karakter. Na het uiteenvallen van de Sovjet-Unie zakte de mijnbouw in en in 1999 ging het mijnbouwbedrijf failliet en sloot de mijn van Emeldzjak. De bevolking trok weg en in 2005 werd de plaats gedegradeerd tot posjolok.
Om het inwonertal van de steeds verder verpauperende plaats weer wat te laten stijgen werd in 2002 een pension voor oude voormalige gevangenen opgericht, die elk een verblijfsvergunning van 5 jaar krijgen. Hierdoor kwamen er meer banen in het dorp en steeg de bevolking met 105 mensen. Het is de enige voorziening voor oud-gevangenen binnen Jakoetië.

## Bevolkingsontwikkeling
|                                   |
| Data afkomstig van volkstellingen |